# Кейро (Міссурі)
Кейро (англ. Cairo) — селище (англ. village) в США, в окрузі Рендолф штату Міссурі. Населення — 205 осіб (2020).

## Географія
Кейро розташоване за координатами 39°30′40″ пн. ш. 92°26′28″ зх. д. / 39.51111° пн. ш. 92.44111° зх. д. (39.511227, -92.441036).  За даними Бюро перепису населення США в 2010 році селище мало площу 0,79 км², уся площа — суходіл.

## Демографія
Згідно з переписом 2010 року, у селищі мешкали 292 особи в 106 домогосподарствах у складі 83 родин. Густота населення становила 370 осіб/км².  Було 125 помешкань (158/км²).
Расовий склад населення:
| - 96,2 % — білих - 0,7 % — корінних американців - 0,7 % — чорних або афроамериканців - 0,7 % — азіатів |

До двох чи більше рас належало 1,7 %. Частка іспаномовних становила 0,0 % від усіх жителів.
За віковим діапазоном населення розподілялося таким чином: 31,2 % — особи молодші 18 років, 53,0 % — особи у віці 18—64 років, 15,8 % — особи у віці 65 років та старші. Медіана віку мешканця становила 35,0 року. На 100 осіб жіночої статі у селищі припадало 93,4 чоловіків;  на 100 жінок у віці від 18 років та старших — 84,4 чоловіків також старших 18 років.
Середній дохід на одне домашнє господарство  становив 51 078 доларів США (медіана — 48 438), а середній дохід на одну сім'ю — 53 297 доларів (медіана — 51 250). Медіана доходів становила 26 875 доларів для чоловіків та 26 250 доларів для жінок. За межею бідності перебувало 18,8 % осіб, у тому числі 26,9 % дітей у віці до 18 років та 17,0 % осіб у віці 65 років та старших.
Цивільне працевлаштоване населення становило 120 осіб. Основні галузі зайнятості: освіта, охорона здоров'я та соціальна допомога — 29,2 %, роздрібна торгівля — 17,5 %, виробництво — 15,0 %.